# Artur Ostapowicz
Artur Jaromir Ostapowicz ps. „Zaremba” (ur. 5 stycznia 1897 w Ustrzykach Dolnych, zm. 16-19 kwietnia 1940 w Katyniu) – kapitan piechoty Wojska Polskiego, kawaler Orderu Virtuti Militari.

## Życiorys
Urodził się 5 stycznia 1897 w Ustrzykach Dolnych, w ówczesnym powiecie liskim Królestwa Galicji i Lodomerii, w rodzinie Mikołaja, urzędnika kolejowego i Eugenii z domu Czepiła. Był bratem Marii (1895–1969), Stanisława Jerzego (1898–1977) podpułkownika artylerii, dowódcy 16 dywizjonu artylerii ciężkiej, Aleksandra (1900–1921), Mieczysława Jana (1903–1940) podporucznika artylerii rezerwy, Karola (1904–1945), Bolesława (1905–1981), Tadeusza (1906–1939), Zygmunta (1910–1977), Witolda Władysława (1912–1940) porucznika kawalerii, Jana (1917–1940) i Jerzego (1919–1990). Bracia Mieczysław i Witold wiosną 1940 zostali zamordowani w Charkowie. Za sprawą Mieczysława Ostapowicza w okresie międzywojennym członkowie rodziny przyjmowali wyznanie adwentystyczne.
Artur ukończył pięć klas szkoły realnej w Czerniowcach. W tym rejonie jego rodzice mieli posiadłości. 19 września 1914 wstąpił do Legionów Polskich i został przydzielony do Baonu Uzupełniającego w Suchej . 2 stycznia 1915, po przeszkoleniu unitarnym, został wcielony do 2 pułku piechoty . W jego szeregach walczył w kampanii karpackiej, besarabskiej, bukowińskiej i wołyńskiej. 21 czerwca 1916 został ranny w bitwie pod Gruziatynem. Był wówczas sekcyjnym w 1. kompanii pułku. 29 lipca 1916, po rekonwalescencji, w stopniu kaprala został przydzielony do Sądu Komendy Grupy Legionów . 1 września 1917 został wcielony do cesarskiej i królewskiej Armii. Między 15 września 1917 a 2 marca 1918 służył w Batalionie Strzelców Polnych Nr 18 . W lutym 1918 został wysłany na front rosyjski skąd zdezerterował i wstąpił do I Korpusu Polskiego w Rosji. Został przydzielony do oddziału kontrwywiadowczego sztabu korpusu. W maju wyjechał do Murmańska na Dalekiej Północy Rosji, gdzie przystąpił do formacji Murmańczyków. W Archangielsku został absolwentem 6-tygodniowego oficerskiego kursu aplikacyjnego i 15 grudnia 1918 został mianowany sierżantem. Podczas wojny domowej w Rosji brał udział w walkach przeciw bolszewikom na frontach: oneskim i obosierskim i w tym czasie według relacji wyróżniał się „nadzwyczajną odwagą i poświęceniem”. Za swoje czyny bojowe otrzymał brytyjskie odznaczenie Military Medal. 1 marca 1919 został mianowany podchorążym.
W grudniu 1919 wraz z oddziałem murmańskim powrócił przez Szkocję do niepodległej Polski, gdzie 1 lutego 1920 Ostapowicz wraz z oddziałem został wcielony do nowo sformowanego 64 Grudziądzkiego pułku piechoty. Od maja 1920 uczestniczył w wojnie polsko-bolszewickiej, wpierw na froncie jako dowódca plutonu i dowódca kompanii i został dwukrotnie lekko ranny. 9 listopada 1920 jako podoficer byłych Legionów Polskich został mianowany z dniem 1 listopada 1920 podporucznikiem w piechocie, a 10 czerwca 1922 awansowany na porucznika. W późniejszym czasie okresu międzywojennej Rzeczypospolitej służył w Wojsku Polskim jako dowódca kompanii, komendant pułkowej szkoły podoficerskiej, adiutant, kierownik hufca szkolnego oraz powiatowy komendant Przysposobienia Wojskowego i Wychowania Fizycznego. W kolejnych latach rozwijał swoją edukację wojskową i osobistą. Odbył kurs dowódców kompanii przy Głównym Centrum Wyszkolenia w Rembertowie, kurs uzupełniający dla żołnierzy uczniów przy Dowództwie Okręgu Korpusu nr VI w garnizonie Lwów, w 1923 zdał maturę. 31 marca 1924 został mianowany kapitanem ze starszeństwem z 1 lipca 1923 i 45. lokatą w korpusie oficerów piechoty. W okresie od 1 lipca do 15 września 1925 wraz z innymi oficerami został przeniesiony czasowo do nowo powstałego pododdziału batalionu ciężkich karabinów maszynowych typu A. W 64 Grudziądzkim pułku piechoty służył przez kilkanaście lat. W maju 1934 został przydzielony do 4 Okręgowego Urzędu Przysposobienia Wojskowego i Wychowania Fizycznego w Łodzi na stanowisko referenta. W marcu 1939 pełnił służbę w tym urzędzie na stanowisku kierownika referatu wyszkolenia.
W czasie kampanii wrześniowej, w niewyjaśnionych dotąd okolicznościach, dostał się do sowieckiej niewoli. Przebywał w obozie w Kozielsku, z którego wysłał do żony w Łodzi listy datowany 25 listopada 1939. Między 15 a 17 kwietnia 1940 został przekazany do dyspozycji naczelnika Zarządu NKWD Obwodu Smoleńskiego. Między 16 a 19 kwietnia 1940 zamordowany w Katyniu i tam pogrzebany. Od 28 lipca 2000 spoczywa na Polskim Cmentarzu Wojennym w Katyniu.
5 października 2007 minister obrony narodowej Aleksander Szczygło mianował go pośmiertnie na stopień majora. Awans został ogłoszony 9 listopada 2007, w Warszawie, w trakcie uroczystości „Katyń Pamiętamy – Uczcijmy Pamięć Bohaterów”.
Jego żoną była Austriaczka z pochodzenia, Ksawera (Wera) z domu Hauser (ich ślub odbył się 22 września 1923 we Lwowie), farmaceutka. Mieli troje dzieci: Krystynę (po mężu Wawrzonek), Adama i Ewę. Zamieszkiwali przy ulicy Kilińskiego 105 m. 10 w Łodzi. Żona podczas okupacji niemieckiej mieszkała z dziećmi i pracowała w Łasku, gdzie 18 stycznia 1945, w ostatnim dniu działań wojennych zginęła z córką Ewą podczas bombardowań.

## Ordery i odznaczenia
- Krzyż Srebrny Orderu Virtuti Militari nr 2440 – 19 lutego 1921[16]
- Krzyż Niepodległości z Mieczami – 15 kwietnia 1932 „za pracę w dziele odzyskania niepodległości”[17][18]
- Krzyż Walecznych
- Srebrny Krzyż Zasługi – 1938 „za zasługi na polu pracy społecznej”[19]
- Medal Pamiątkowy za Wojnę 1918–1921[13]
- Medal Dziesięciolecia Odzyskanej Niepodległości[13]
- Brązowy Medal za Długoletnią Służbę[13]
- Medal „Za udział w wojnie obronnej 1939” (pośmiertnie, 20 stycznia 1998)
- Distinguished Service Order (Wielka Brytania)
- Military Medal (Wielka Brytania)
- Medal Pamiątkowy Wielkiej Wojny (Francja)
- Medal Zwycięstwa (międzysojuszniczy – Francja)
- Odznaka Murmańczyków „Krzyż Północy”[20]
- Odznaka Pamiątkowa 64 Grudziądzkiego pułku piechoty[20]
- Srebrny Medal Waleczności 2. klasy – 28 marca 1916[6]